# Caproni Ca.3
Caproni Ca.3 byl italský těžký bombardovací letoun používaný v 1. světové válce a v meziválečném období. Byla to konečná verze typové řady, která začala typem Caproni Ca.1 v roce 1915. V letounu tohoto typu zahynul v roce 1919 první ministr války Československé republiky Milan Rastislav Štefánik.

## Vývoj

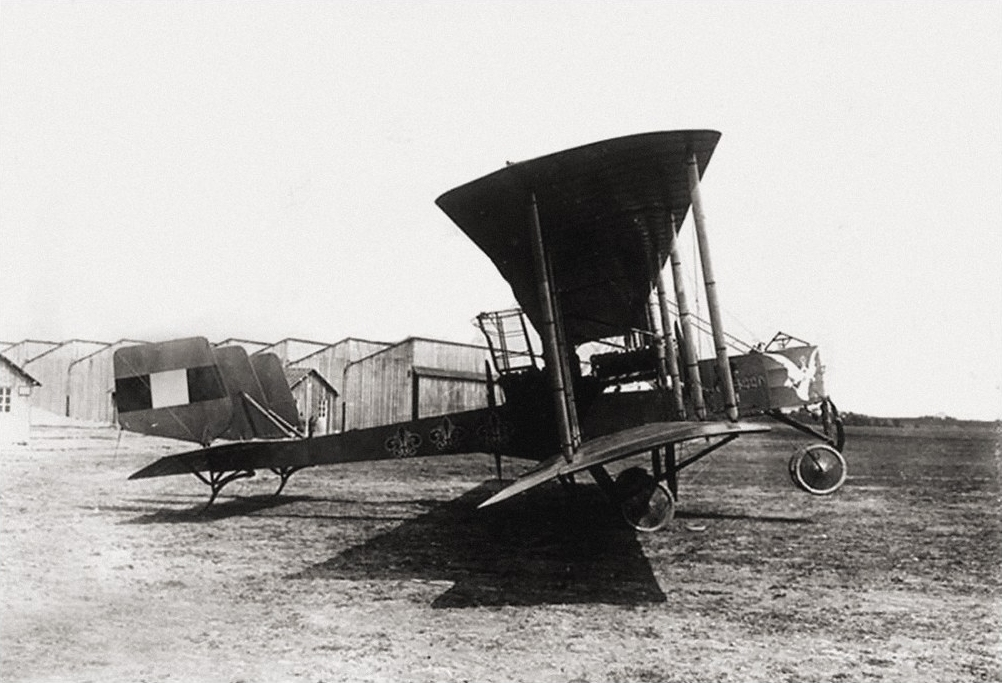
Caproni Ca.33 francouzského letectva

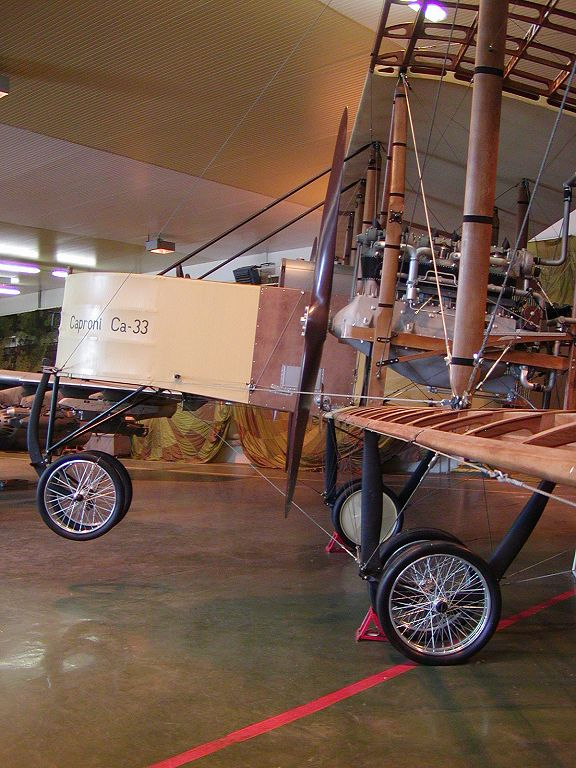
Replika letounu ve Vojenském historickém muzeu v Piešťanech

Vývoj letounů Ca.2 z letounu Ca.1 byl dán zlepšujícím se výkonem motorů umístěných do osvědčeného draku letounu. Letoun Ca.3 byl pokračování vývoje letounu Ca.2, které spočívalo v nahrazení dvou tažných motorů FIAT A.10 o výkonu po 74 kW v přídi ocasních nosníků motory Isotta-Fraschini V.4B po 110 kW, který byl již u Ca.2 použit jako středový tlačný motor na konci trupové gondoly. Tak byl letoun osazen třemi vodou chlazenými řadovými šestiválci Isotta-Fraschini.
Prototyp letounu vzlétnul na konci roku 1916 a brzy byla zahájena sériová výroba. Letoun byl v té době znám pod firemním označením Caproni 450 hp. Italská armáda jej označila Ca.3. Po válce byl letoun znám pod označením Ca.33. Od února 1917 do roku 1919 bylo vyrobeno 298 strojů, které byly dodány převážně italské armádě a námořnictvu, které s ním podniklo i několik torpédových útoků. Menší počet byl dodán i do Francie. Koncem války vyrobila dalších 83 strojů v licenci francouzská společnost Robert Esnault-Pelterie. Tyto letouny létaly pod označením C.E.P. 2 (Caproni-Esnault-Pelterie).
V roce 1919 byla v Itálii výroba Ca.3 obnovena, přičemž v osmi sériích bylo do roku 1925 dodáno nejméně 198 mírně upravených strojů zpětně přeznačených na Ca.33.

## Popis
Letoun Ca.3 byl třímotorový dvojplošník s dřevěnou konstrukcí potaženou plátnem, kostra ocasních ploch a křidélek byla svařena z ocelových trubek. Čtyřčlenná posádky byla rozmístěna v otevřené středové gondole (přední střelec, dva piloti a zadní střelec/mechanik). Palivové nádrže byly umístěny v gondole za místy pilotů. Zadní střelec/mechanik ovládal kulomety v horním střelišti. Tento střelec stál přímo nad středním motorem oddělen od rotující prostřední tlačné vrtule ochrannou klecí.
Letoun byl poháněn třemi řadovými motory Isotta Fraschini V4B o výkonu 150 koňských sil. Gondoly motorů pak plynule přecházely v nosníky ocasních ploch. Svislé ocasní plochy byly trojité . Podvozek letadla byl tříbodový s příďovou kolovou částí a zadní ostruhou.
Výzbroj byla složena ze dvou až čtyř kulometů Revelli ráže 6,5 mm nebo 7,7 mm. Jeden byl umístěn v předním střelišti a jeden, dva nebo dokonce tři v zadním horním střelišti. Bomby byly připevněny pod trupem.

## Operační historie
Letoun Ca.1 vstoupil do operační služby v italské armádě v roce 1915. První akci podnikl 20. srpna 1915 při útoku na rakouské letiště Aisovizza. Celkem 15 bombardovacích letek bylo časem vybaveno bombardéry Ca.1, Ca.2 a Ca.3. Prvních 35 Ca.3 bylo dodáno v dubnu 1917, po 15 pak v květnu a červnu. Stroje přicházely k 1., 2., 3., 4., 5., 6., 7., 8., 9., 10., 11. a 12. strategické bombardovací squadriglii, z nichž každá měla čtyři Ca.3. Dalších 40 kusů z první objednávky bylo dodáno v srpnu 1917. Většinou bombardovaly cíle v Rakousku-Uhersku. 11. letka byla v letech 1916-1918 dislokována v Albánii, 12. letka působila v Libyi proti německým ponorkám. V září a říjnu 1917 společnost Caproni dodala 35 a 30 exemplářů, v měsíci listopadu dalších 30 a v prosinci 5. V roce 1918 tři letky (3., 14. a 15.) působily ve Francii.
Kromě italské armády používaly letouny Caproni Ca.3 i letky britského letectva před zavedením bombardérů Handley Page Type O. Původní i licenčně vyráběné letouny byly používány i ve Francii u Escadrille CEP 115 a CEP 130. Tyto letouny rovněž využívaly Americké expediční síly.
Některé z letounů Ca.36M, které byly dodány po válce sloužily poměrně dlouho a byly používány ještě Benitem Mussolinim při prvních italských vojenských akcích v severní Africe.

## Smrt M. R. Štefánika
Při havárii na tomto typu letounu 4. května 1919 tragicky zahynul francouzský generál a první ministr války Československé republiky Dr. Milan Rastislav Štefánik. K nehodě došlo v závěru letu z Campo Formido poblíž Udine v Itálii do Bratislavy. Během přiblížení k letišti v Bratislavě pilot zřejmě usoudil, že povrch letiště je příliš mokrý k přistání, a proto se rozhodl opakovat okruh a přistát na druhé připravené ploše. Při dalším pokusu o přistání se pilot pokusil znovu nabrat výšku, zvýšil výkon motorů a začal stoupat, během tohoto manévru došlo u obtížně ovladatelného stroje ke ztrátě vztlaku, letoun se naklonil na stranu a zřítil se přídí dolů. Milan Rastislav Štefánik a tři italští členové posádky na místě zahynuli. Následné vyšetřování prováděla italská strana, která dospěla k závěru, že příčinou nehody byla s největší pravděpodobností technická závada, s největší pravděpodobností závada na motoru způsobená náhlým požadavkem na prudké zvýšení výkonu. Pozdější vyšetřování s použitím nalezených poznámek posádky poukazovala na utrženou anténu radiostanice omotanou kolem táhla kormidla.
Přesto vzniklo několik obvinění, že letoun byl sestřelen. Tato obvinění vznášeli a vznášejí převážně slovenští nacionalisté. Jedna z konspiračních teorií tvrdí, že letoun byl sestřelen poté, co si armáda spletla italské výsostné znaky na letounu s maďarskými. V té době totiž probíhaly pohraniční boje mezi československým a maďarským vojskem. Jiná konspirační teorie tvrdí, že Štefánik byl úmyslně odstraněn vrcholnými českými politiky, aby se nemohl podílet na nové československé vládě. Tato tvrzení však nebyla nikdy prokázána a mnoho soudobých faktů svědčí proti těmto teoriím.
Vzhledem k nedostatku informací není možno dnes přesně stanovit příčinu nehody. Kromě technické závady to mohly být chyba pilotáže , meteorologické příčiny, nedostatek paliva apod.
Podle jedné z teorií se na nehodě podílelo více příčin. Konstrukce letounů byla v té době ještě neprobádaná, velký vícemotorový stroj byl úplnou novinkou, a tak Ca.33 neměl z dnešního pohledu příliš dobré letové charakteristiky. Vyskytovaly se u něj problémy s vyvážeností, stabilita letounu nebyla dobrá a příliš malý rozdíl mezi provozní a pádovou rychlostí znesnadňoval řízení. Z důvodu dálkového letu byly na letounu provedeny úpravy v palivové soustavě, podrobnosti o nichž se nedochovaly, což mohlo mít nepříznivý vliv například na vyvážení. Letiště Ivanka se nachází na závětrné straně Malých Karpat, kde se běžně vyskytují aktivní turbulentní vrstvy což mohlo během zatáčky vést ke ztrátě vzdušné rychlosti, následované pádem nepříliš stabilního letounu.

## Dochované exempláře
- Národní muzeum Letectva Spojených států amerických (National Museum of the United States Air Force) na letecké základně Wright-Patterson poblíž města Dayton, stát Ohio.
- Muzeum italského letectva v Lake Bracciano (Lazio), Itálie.
- Vojenské historické muzeum v Piešťanech, Slovensko (pouze replika).

## Varianty
Všechna následující označení byla používána až po válce. Za války byl letoun známý pod firemním označením 450 hp (později Ca.33) a armádním označením Ca.3.

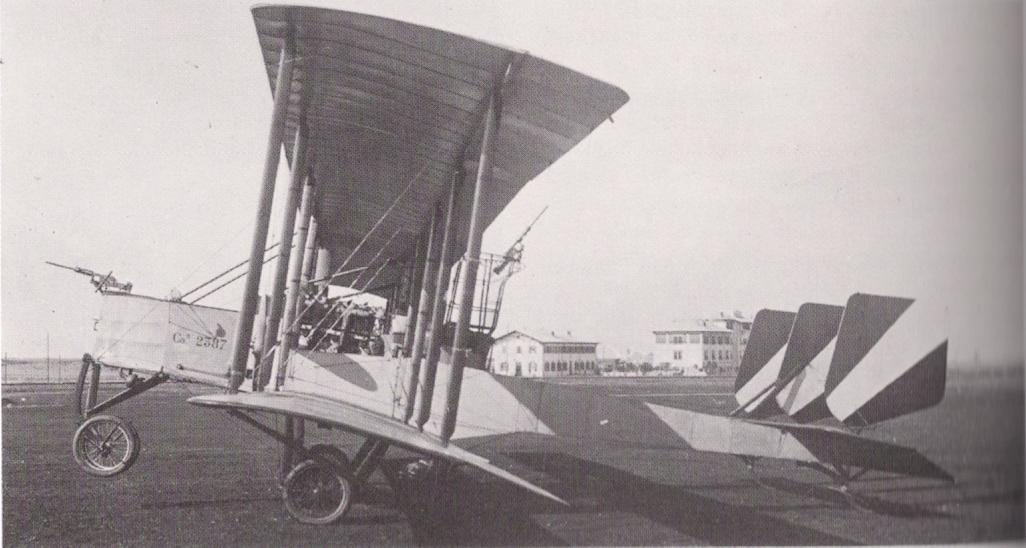
Caproni Ca.33

Ca.34 a Ca.35
Letoun s upravenou gondolou pro tandemové uspořádání pilotních sedadel. Tak měly být zlepšeny aerodynamické vlastnosti. Tato verze nebyla sériově vyráběna.
Ca.36
Letoun s odnímatelnými konci křídel pro snadnější umístění v hangáru.
Ca.36M nebo Ca.36 mod (“moificato” – upravený)
Odlehčená a zjednodušená varianta letounu, která byla vyráběna až po válce. Bylo vyrobeno 153 letounů v letech 1923 až 1927. 144 z nich bylo dodáno k Regia Aeronautica.
Ca.36S
Letecká ambulance vzniklá upravením malého počtu letounů Ca.36M
Ca.37
Prototyp jednomotorového dvousedadlového bitevního letounu.
Ca.39
Námořní verze. Nebyla vyráběna.
Ca.56a
Dopravní letoun, který vznikl úpravou přebytečných válečných letounů Ca.3.

## Specifikace

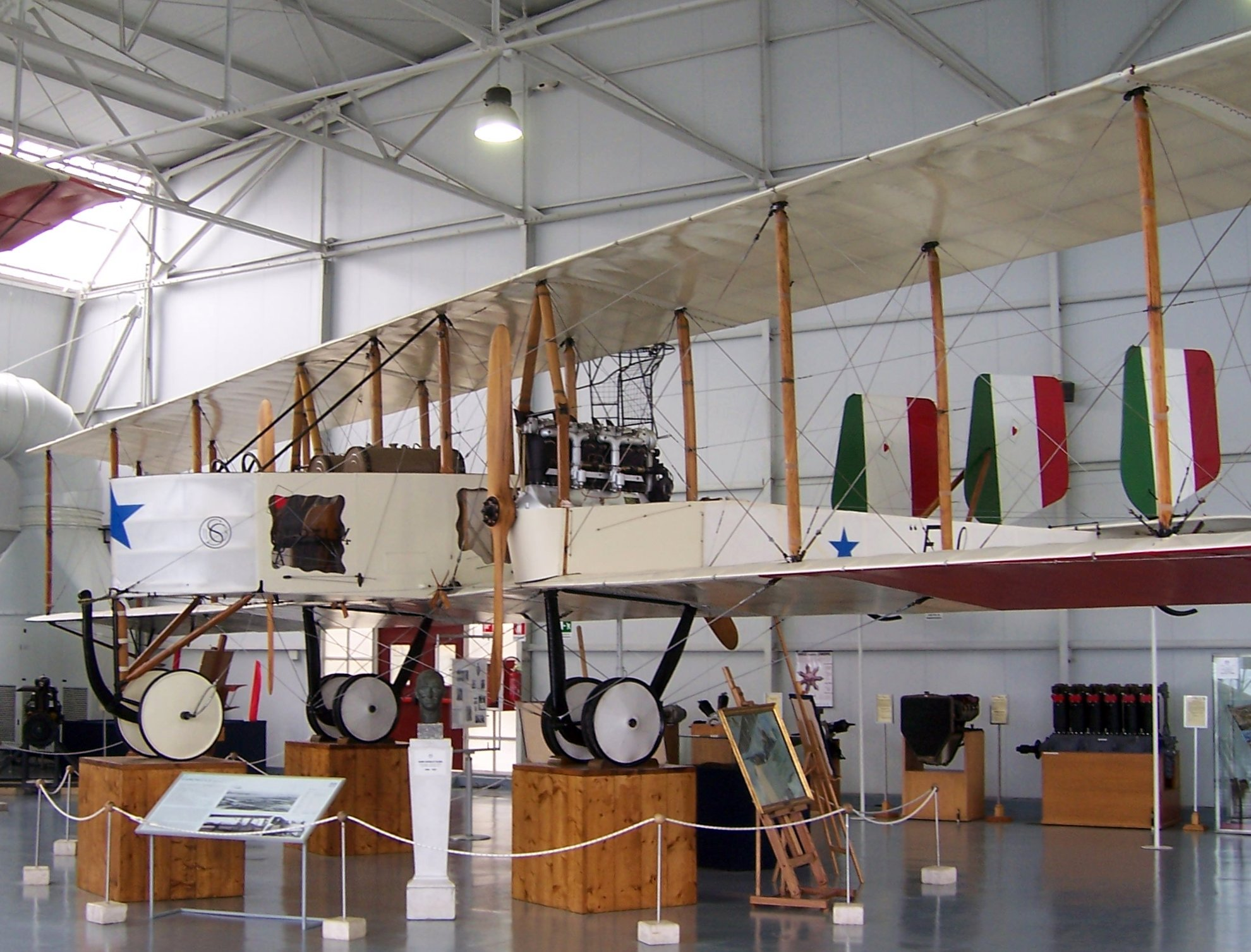
Caproni Ca.3

Údaje pocházejí z publikace “Nejslavnější bombardéry”.

### Technické údaje
- Posádka: 4 (pilot, druhý pilot, přední střelec, zadní střelec/mechanik)
- Rozpětí: 22,20 m
- Délka: 10,90 m
- Výška: 3,70 m
- Nosná plocha: 95,64 m²
- Plošné zatížení: 34,63 kg/m²
- Prázdná hmotnost: 2 300 kg
- Max. vzletová hmotnost : 3 312 kg
- Pohonná jednotka: 3× řadový motor Isotta Fraschini V.4B
- Výkon pohonné jednotky: 150 k (110,3 kW)

### Výkony
- Cestovní rychlost: ? km/h ve výšce ? m
- Maximální rychlost: 140 km/h na hladině moře
- Dolet: 450 km (3 h a 30 min)
- Dostup: 4 800 m
- Stoupavost: výstup do 4 000 m – 40 minut

### Výzbroj
- 1× kulomet Revelli ráže 6,5 mm v přední části letounu
- 1× až 3× kulomet Revelli ráže 6,5 mm na hřbetě gondoly letounu
- až 450 kg pum

## Uživatelé

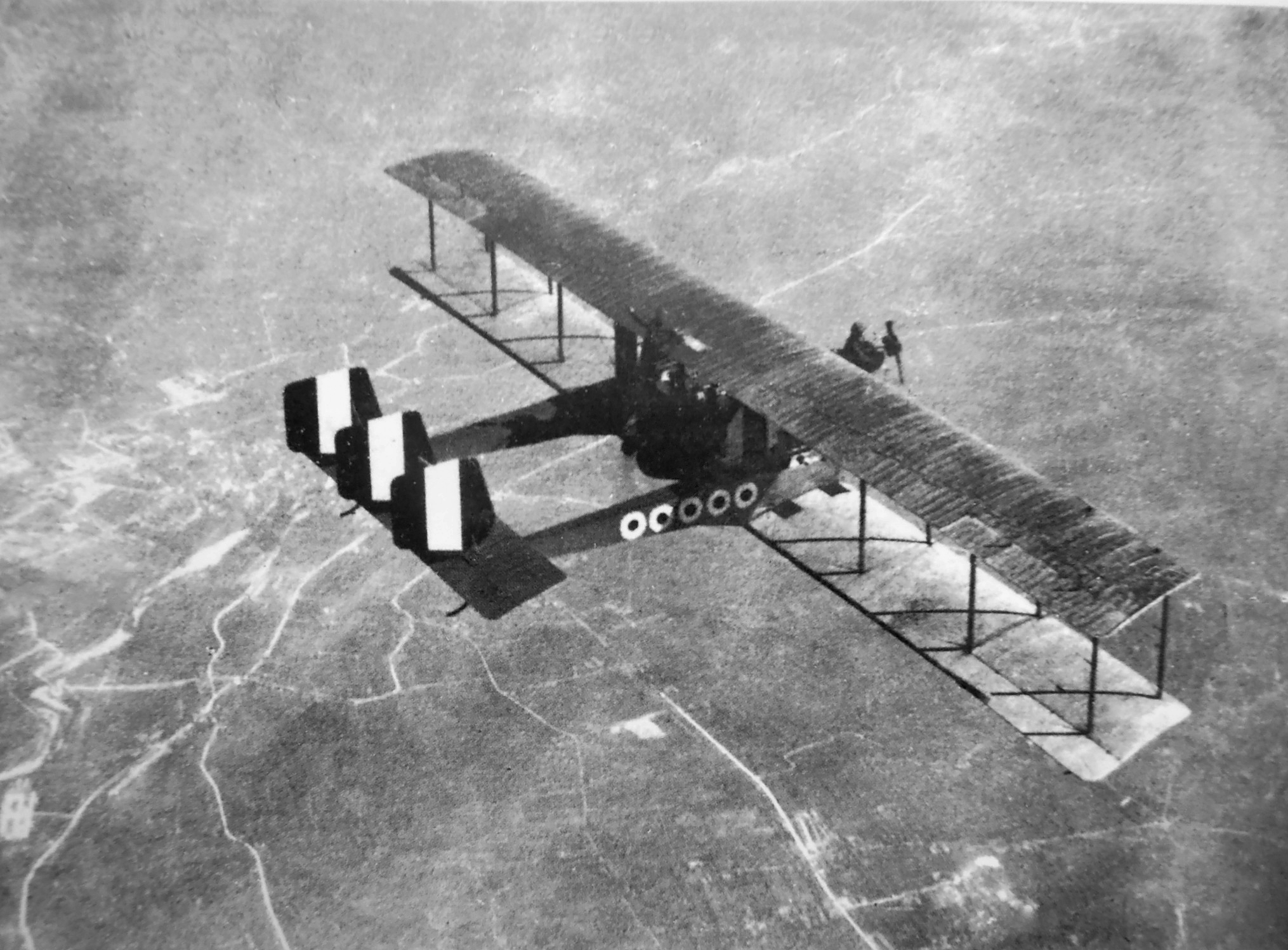
Caproni Ca.3

Francie
- Aéronautique militaire

 Itálie
- Corpo Aeronautico Militare
- Regia Aeronautica

 Spojené státy americké
- Americké expediční síly